# Respublica
Фестиваль «Respublica» (укр. «Республіка») — музично-мистецький фестиваль сучасного вуличного мистецтва, який проводився щорічно у Кам'янці-Подільському.З 2018 року «Respublica» переїхала до  Хмельницького.
Вперше відбувся 16—18 вересня 2011 року.

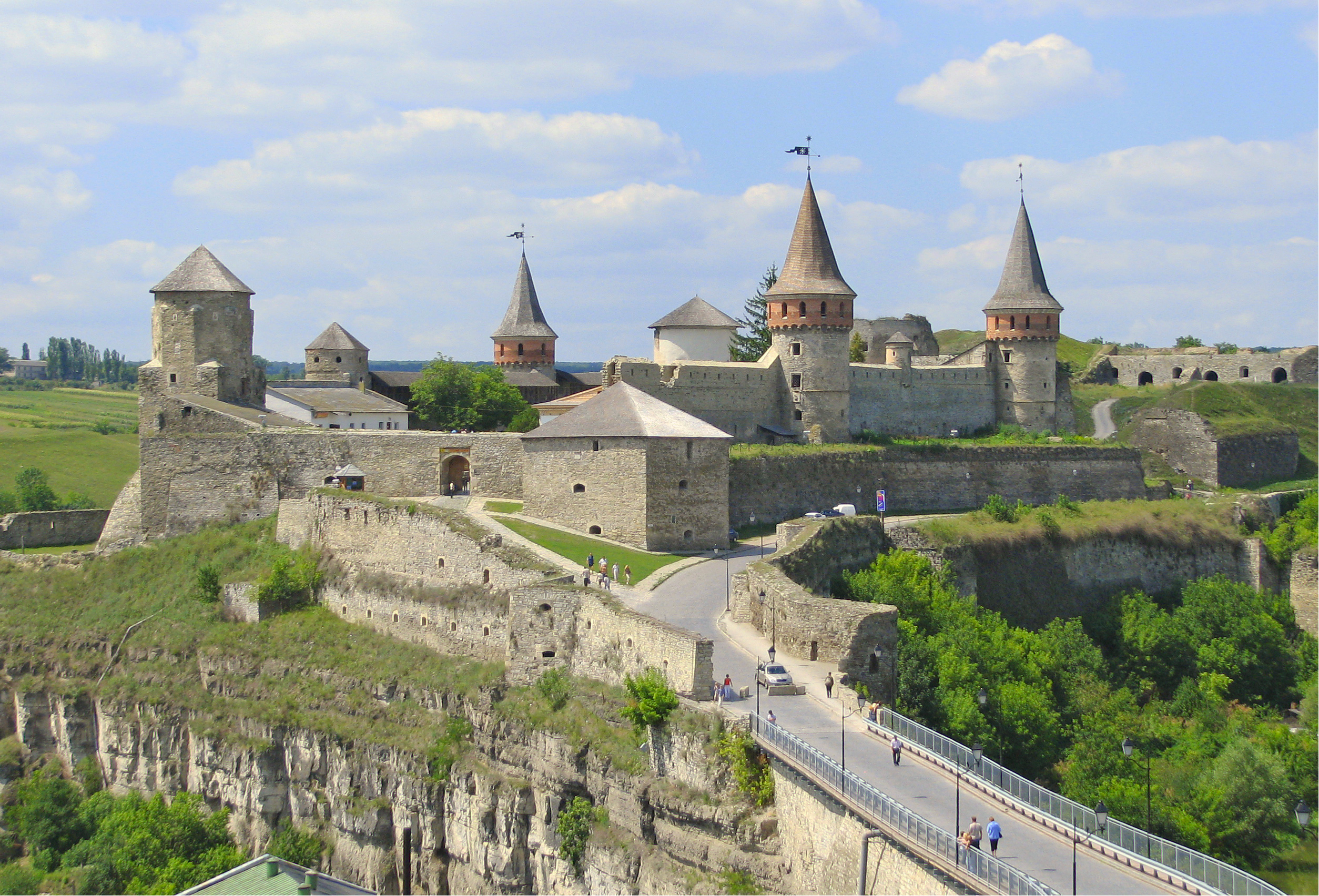
Кам'янець-Подільська фортеця

Щороку фестиваль поділяється на художню, літературну та музичну частину. Художня частина відбувається на території старої та сучасної частини міста. На фестивалі побували художники з Іспанії, Росії, Білорусі, Польщі та України, щоб максимально прикрасити занедбані житлові будинки та інші будівлі Кам'янця-Подільського, які не вписуються в архітектуру міста. Музична частина була представлена відомим рок-гуртами України, Росії, Білорусі та США. Крім вище згаданих частин, були проведені різні волонтерські акції — у 2012 році відбулося прибирання сміття у каньйоні річки Смотрич, а також кожен охочий міг поміняти телевізор на триденний квиток на фестиваль «Республіка». За словами організаторів, ця акція стала протестом проти «зомбоящиків», які вбивають людей.
Наметове містечко фестивалю розташовувалося біля стін Кам'янець-Подільської фортеці.
Також 2012 року вночі після закінчення музичної частини організатори влаштували показ авторських артхаус фільмів просто неба.
У 2018 році фестиваль змінив свою локацію та проводився у Молодіжному парку міста Хмельницького

## Список художників та малюнків
Художня частина 2014
O'Prime — Соборна, 4 (готель «7 Днів»)
O'Prime — NoMad. Червоноармійська, 38, дах кінотеатру «Юність» 
O'Prime — Frida. Лермонтова, 2б
Команда Республіки — Тризуб. Дах заводу «Електрон», Маршала Харченко, 22б
| M-97                          | Червоноармійська, 38, кінотеатр «Юність»     | Запальний танок                                        |
| Kalkov                        | Лесі Українки, 122, Турбаза «Поділля»        | Круговорот                                             |
| Другий Фронт та Єгор Стрєлков | Територія фестивалю 6-7 вересня              | Тату-студія та виставка робіт                          |
| Україна — це кожен            | У місті по дорозі до фестивалю — 6-7 вересня | Вулична експозиція з портретів людей-учасників Майдану |

Графіті 2011—2013
| Kislow                    | Зарванська, 2           |                                   | 2011 |
| Ultraboys                 | Нігинське шосе, 55      |                                   | 2012 |
| Kislow & Korobkov         | Панівецька, 5           |                                   | 2012 |
| Kislow & artists          | Уральська, 5            | Художня школа                     | 2012 |
| Kislow & Ultraboys        | Огієнка                 | На розі Огієнка, Червоноармійська | 2011 |
| KD                        | Лесі Українки, 84       | Гала Готель                       | 2012 |
| Андрій Бусел Hutkasmachna | Зарванська              |                                   | 2011 |
| Etam Crew                 | Князів Коріатовичів, 50 | Жовтневе                          | 2012 |
| O'Prime                   | Драгоманова, 12         | Школа № 9                         | 2011 |
| Zukclub                   | Зарванська, 9           |                                   | 2011 |
| Андрій Бусел Hutkasmachna | Князів Коріатовичів, 1  | Лебедине озеро                    | 2011 |
| Artists                   | Зарванська, 7           | Старий супермаркет                | 2011 |
| Тетріс                    | Польський ринок, 2      |                                   | 2011 |
| Zukclub                   | Зарванська, 7           |                                   | 2011 |
| Графіт                    | Огієнка, 41             |                                   | 2011 |
| Добрые люди               | Лермонтова, 5           |                                   | 2013 |
| DXTR                      | Червоноармійська, 25    |                                   | 2013 |
| Юлия Волчкова             | Червоноармійська, 48    |                                   | 2013 |
| М — 97                    | Соборна, 27             |                                   | 2013 |
| Kу-2                      | Гагаріна, 46            |                                   | 2013 |
| Korobkov                  | Лесі Українки, 84       |                                   | 2013 |
| Дарина Момот              | Данила Галицького, 1    | 2 об'єкти                         | 2013 |
| Вакцинація                | Лесі Українки, 112      |                                   | 2013 |
| Уляна Нешева              | Данила Галицького, 3    |                                   | 2013 |
| Cactus e Maria            | Соборна, 15             |                                   | 2013 |
| M-97                      | Червоноармійська, 38    | Запальний танок                   | 2014 |
| Kalkov                    | Лесі Українки, 122      |                                   | 2014 |
| Художники                 | Драгоманова, 12         | Дитячий майданчик НВК             | 2013 |

## Список музичних виконавців, які виступали на фестивалі
| - Ляпис Трубецкой - Trubetskoy - Скрябін - Мотор'ролла - O.Torvald - ATTRAKTOR - The Вйо - Табула Раса - Адісс Абеба - Оркестр Че - АННА - Кожаный Олень - Ot Vinta - Pur:Pur - С.К.А.Й. - Cheese People - Lюk - Пропала Грамота - Nameless - Space Cakes - ZebraJazz - ShumriseBand - Morphine Suffering - Patsanoth - Ворст - SALE only - Пирятин (гурт) | Карна РибаЖир Роллікс Zapaska К-402 ТПВГ Димна Суміш Порцеляна MILKIT Медовий Полин MORJ White Coffin Wasp'n'Hornet Drum Ecstasy Vivienne Mort Безодня Dead Boys Girlfriend FarInHate Merva We Are Пан Пупец Cherry-merry Фіолет MUFFTRAIN Масса Причин Хамерман Знищує Віруси Jinjer Чумацький Шлях |